# ZVTM Nr. 14 bis 21
Die Lokomotiven Nr. 14 bis 21 der Zeeuwsch-Vlaamsche Tramweg-Maatschappij waren zweiachsige Schmalspurlokomotiven. Die Lokomotive Nr. 21 gelangte nach dem Zweiten Weltkrieg zur Deutschen Reichsbahn und erhielt die Betriebsnummer 99 271.

## Geschichte
Im Zweiten Weltkrieg wurden im Rahmen des Küstenbefestigungsprogramms der Organisation Todt 1944 drei Dampflokomotiven nach Wangerooge verbracht. Eine stammte von der Zeeuwsch-Vlaamsche Tramweg-Maatschappij in den Niederlanden und hatte dort die Nummer 21 getragen. Nach Ende des Krieges wurde sie in den Fahrzeugpark der Deutschen Reichsbahn eingereiht. Wie weit die Lok überhaupt zum Einsatz kam, ist nicht bekannt. Der Überhitzer der Lok wurde im November 1945 als unbrauchbar bezeichnet. 1951 schließlich wurde sie offiziell ausgemustert.

## Technische Merkmale
Es handelte sich um eine Kastendampflok. Das Fahrwerk war verkleidet. Die Lok verfügte über ein innenliegendes Triebwerk. Angetrieben wurde die zweite Achse. Die Lokomotive hatte eine Wurfhebelbremse. Kohle und Wasser waren vor dem Führerhaus gelagert.